# لاري مهنا
لاري غابي مهنا ( 28 أكتوبر 1983) هو لاعب كرة قدم لبناني يلعب كحارس مرمى لنادي فيلباريسيس الفرنسي. ولد في لبنان لأب لبناني وأم فرنسية، وانتقل إلى فرنسا في عمر السنة الأولى. كان جزءًا من فريق باريس سان جيرمان للشباب، قبل أن يعود إلى لبنان عام 2003 ويلعب مع نادي الأنصار. بعد فترة قصيرة قضاها في فرنسا في تريمبلاي في 2011–12، عاد مهنا إلى الأنصار، قبل أن ينتقل إلى فرنسا في عام 2016 ليلعب مع فريق الهواة فيليباريسيس.
لعب مع منتخب لبنان دولياً بين عامي 2006 و2014. لعب أكثر من 30 مباراة، ممثلاً لبنان في تصفيات كأس العالم 2010 وتصفيات كأس آسيا 2011.

## النشأة
ولد مهنا في 28 أكتوبر 1983 في بيروت، لأب لبناني وأم فرنسية، وانتقل مهنا مع عائلته وهو يبلغ من العمر عامًا واحدًا إلى دامارتان أون غويل، بسبب الحرب الأهلية اللبنانية المستمرة. في السادسة من عمره، لعب مهنا كمدافع لفريق سيرجي بونتواز؛ أصبح حارس مرمى وهو في الثانية عشرة من عمره خلال بطولة للشباب. بين عامي 1998 و 2002 لعب مهنا لفريق باريس سان جيرمان للشباب.

## مهنة النادي
انضم مهنا إلى فريق الأنصار في الدوري اللبناني الممتاز في 8 يوليو 2003 اعتزل كرة القدم في ديسمبر 2015، قبل أن ينتقل إلى فرنسا في يناير 2016، لينضم إلى فريق فيليباريسيس في دوري الدرجة الثامنة الفرنسي.

## مهنة دولية
في 16 أكتوبر 2015، أعلن مهنا اعتزاله الدولي.

## الحياة الشخصية
في 21 أغسطس 2016، تزوج مهنا من ناتالي نصر الله. ناديه المفضل هو نادي باريس سان جيرمان الفرنسي.

## الإنجازات
الأنصار
- الدوري اللبناني الممتاز: 2005–06 ، 2006–07
- كأس الاتحاد اللبناني: 2005–06، 2006–07، 2009–10، 2011–12

فردي
- أفضل حارس مرمى في الدوري اللبناني الممتاز: 2007–08
- فريق الموسم في الدوري اللبناني الممتاز: 2005–06،[7] 2006–07.[8]

## روابط خارجية
- لاري مهنا – سجل منافسات الفيفا
- لاري مهنا على موقع أف آي لبنان (FA Lebanon)
- لاري مهنا على فرق كرة القدم الوطنية.كوم